# Sophie Vercruyssen
Sophie Vercruyssen, née le 22 février 1992 à Diest en Belgique, est une bobeuse belge.

## Biographie
Elle est médaillée d'argent de bob à deux aux Championnats d'Europe de bobsleigh en 2016.

## Palmarès

### Coupe du monde
- 3 podiums  : 
  - en bob à 2 : 3 deuxièmes places.